# Burkhard Müller-Schoenau
Burkhard Müller-Schoenau (* 12. November 1957 in West-Berlin) ist ein deutscher Redakteur und Politiker von Bündnis 90/Die Grünen.

## Leben
Müller-Schoenau wuchs in Berlin-Steglitz auf und besuchte die Schule in Lichterfelde, Tiergarten und Charlottenburg. Daraufhin studierte er Pädagogik an der Pädagogischen Hochschule und der Technischen Universität, ebenfalls in Berlin. Während seiner Studienzeit war er in der Katholischen Studierenden Jugend engagiert. 1985 wechselte er nach Hamburg, wo er die Journalistenschule besuchte. Anschließend war er bis 1989 als Parlamentskorrespondent beim Deutschen Depeschendienst in Bonn tätig. Daneben schrieb er auch Artikel für die Wochenzeitung Die Zeit. Zurück in Berlin arbeitete er als Nachrichtenredakteur beim Sender Freies Berlin. 1997 ließ er sich von diesem Posten beurlauben, kehrte aber später dorthin zurück und wurde nach der Senderfusion vom Rundfunk Berlin-Brandenburg übernommen.
1978 beteiligte sich Müller-Schoenau an der Gründung der Alternativen Liste, in der er die Mitgliedsnummer 44 hatte. Innerhalb seiner Partei hatte er über Jahre hinweg den Posten des Pressesprechers inne und forderte unter anderem eine "autofreie Stadt". Nachdem er eine Zeit lang Bezirksverordneter war, zog er 1995 in das Abgeordnetenhaus von Berlin ein. Dort war er Vorsitzender des Verkehrsausschusses und gehörte auch dem Hauptausschuss an, darüber hinaus war er von 1998 stellvertretender Vorsitzender der Grünen-Fraktion und ab dem darauffolgenden Jahr finanzpolitischer Sprecher. 2001 schied er aus familiären Gründen aus dem Abgeordnetenhaus aus.